# Лекція імені Джорджа Романеса
Лекція імені Джорджа Романеса (англ. Romanes Lecture) — престижна безкоштовна публічна лекція, що проводиться щорічно в Шелдонівському театрі в Оксфорді, Англія, Велика Британія.
Цикл лекцій було засновано і названо на честь канадсько-шотландського біолога Джорджа Романеса, проводиться з 1892 року. За минулі роки запрошувалися багато відомих діячів мистецтва і науки для виступів. Лекція може бути з будь-якого предмета науки, мистецтва чи літератури, затвердженого віце-канцлером Оксфордського університету.

## Перелік лекторів і предметів проведених лекцій

### 1890-ті роки
- 1892 Вільям Юарт Ґладстон — Академічний начерк  (англ. An Academic Sketch; Звіт про виступ доступний у цифровому архіві The Nation.)
- 1893 Томас Генрі Гакслі — Еволюція та етика   (англ. Evolution and Ethics; Див. також сучасний огляд на лекцію Гакслі [Архівовано 9 грудня 2004 у Wayback Machine.])
- 1894 Авґуст Вайсманн — Наслідок зовнішніх впливів на розвиток (англ. The Effect of External Influences upon Development)
- 1895 Вільям Голман Гант — Обов'язки університетів відносно мистецтва (англ. The Obligations of the Universities Towards Art)
- 1896 Манделл Крейтон — Англійський національний характер (англ. The English National Character)
- 1897 Джон Морлі — Макіавеллі (англ. Machiavelli)
- 1898 Арчібальд Ґайкі — Типи краєвидів та їхній вплив на письменство (англ. Types of Scenery and Their Influence on Literature)
- 1899 Річард Клевергауз Джебб — Гуманізм в освіті (англ. Humanism in Education)

### 1900-ті роки
- 1900 Джеймс Мюррей — Еволюція англійської лексикографії (англ. The Evolution of English Lexicography; Також доступний на сайті Оксфордського словника англійської мови [Архівовано 18 грудня 2003 у Wayback Machine.].)
- 1901 Джон Далберґ-Актон — Німецька школа історії (англ. The German school of history)[1]
- 1902 Джеймс Брайс — Взаємовідносини передових і відсталих рас людства (англ. The Relations of the Advanced and the Backward Races of Mankind)
- 1903 Олівер Лодж — Сучасні погляди на матерію (англ. Modern views on matter)
- 1904 Кортні Ілберт — Монтеск'є (англ. Montesquieu)
- 1905 Рей Ланкестер — Природа і Людина (англ. Nature and Man)
- 1906 Вільям Патон Кер — Історик Стурла (англ. Sturla the Historian)
- 1907 Джордж Керзон — Кордони (англ. Frontiers)
- 1908 Генрі Скотт Голланд — Оптимізм «Аналогії» Батлера (англ. The optimism of Butler's 'Analogy')
- 1909 Артур Джеймс Балфур — Критика і краса (англ. Criticism and Beauty)

### 1910-ті роки
- 1910 Теодор Рузвельт — Біологічні аналогії в історії (англ. Biological Analogies in History)
- 1911 Джон Беґнел Бері — Лицарські романси на грецькій землі (англ. Romances of Chivalry on Greek Soil)
- 1912 Генрі Монтеґю Батлер — Лорд Чатем як оратор (англ. Lord Chatham as an Orato)
- 1913 Вільям Мітчелл Рамзі — Імперський мир: взірець в європейській історії (англ. The Imperial Peace: an ideal in European history)
- 1914 Джозеф Джон Томсон – Атомна теорія (англ. The Atomic Theory)
- 1915 Едвард Баґнелл Полтон – Наука і Велика війна (англ. Science and the Great War)
- 1916
- 1917
- 1918 Герберт Генрі Асквіт — Деякі аспекти вікторіанської доби (англ. Some Aspects of The Victorian Age)
- 1919

### 1920-ті роки
- 1920 Вільям Ральф Інґ — Ідея прогресу (англ. The Idea of Progress)
- 1921 Жозеф Бедьє — Роланд в Ронсево (фр. Roland à Roncevaux)
- 1922 Артур Стенлі Еддінґтон — Теорія відносності та її вплив на наукову думку (англ. The theory of relativity and its influence on scientific thought)
- 1923 Джон Бернет — Невігластво (англ. Ignorance)
- 1924 Джон Едвард Мейсфілд — Шекспір і духовне життя (англ. Shakespeare & spiritual life)
- 1925 Вільям Генрі Бреґґ — Кристалічний стан (англ. The Crystalline State)
- 1926 Джордж Маколей Тревельян — Двопартійна система в англійській політичній історії (англ. The Two-Party System in English Political History)
- 1927 Фредерік Джордж Кеньон — Музеї і національний побут (англ. Museums and National Life)
- 1928 Девід Мередіт Сірес Вотсон — Палеонтологія та еволюція людини (англ. Palaeontology and the Evolution of Man)
- 1929 John William Fortescue — Мінливість організованої влади (англ. The Vicissitudes of Organized Power)

### 1930-ті роки
- 1930 Вінстон Черчилль — Парламентський уряд й економічна проблема (англ. Parliamentary Government and the Economic Problem)
- 1931 Джон Ґолзворзі — Створення персонажа у письменстві (англ. The Creation of Character in Literature)
- 1932 Берклі Мойніген — Поступ медицини (англ. The Advance of Medicine)
- 1933 Вільям Генрі Хадоу — Місце музики серед мистецтва (англ. The Place of Music among the Arts)
- 1934 Вільям Ротенштейн — Форма і зміст в англійському живописі (англ. Form and content in English Painting)
- 1935 Ґілберт Маррі — Тоді і Тепер (англ. Then and Now)
- 1936 Дональд Френсіс Тові — Нормальність і свобода в музиці (англ. Normality and Freedom in Music)
- 1937 Харлі Ґренвілл-Баркер — Про поезію в драмі (англ. On Poetry in Drama)
- 1938 Роберт Сесіл — Мир і пацифізм (англ. Peace and Pacifism)
- 1939 Роберт Лоуренс Біньйон — Мистецтво та свобода (англ. Art and freedom)

### 1940-ві роки
- 1940 Едуар Ерріо, лекцію не провів
- 1941 Вільям Малкольм Хейлі — Становище колоній у Британській співдружності націй (англ. The position of colonies in a British commonwealth of nations)
- 1942 Норман Хепберн Бейнс — Інтелектуальна свобода і тоталітарні домагання (англ. Intellectual liberty and totalitarian claims)
- 1943 Джуліан Гакслі — Еволюційна етика (англ. Evolutionary Ethics; 50 років по тому, як його дідусь прочитав лекцію)
- 1944 Джордж Малкольм Янґ — Пан Ґладстоун (англ. Mr Gladstone)
- 1945 Андре Зіґфрід — Прикмети і грані нашої західної цивілізації (англ. Characteristics and Limits of our Western Civilization)
- 1946 Джон Андерсон — Урядовий апарат (англ. The machinery of government)
- 1947 Герберт Семуель — Творча людина (англ. Creative Man)
- 1948 Джон Мур-Брабазон — Сорок років польоту (англ. Forty years of flight)
- 1949 Клод Шустер — Альпінізм (англ. Mountaineering)

### 1950-ті роки
- 1950 Джон Дуґлас Кокрофт — Розвиток і майбутнє атомної енергетики (англ. The development and future of nuclear energy)
- 1951 Моріс Ханкі — Наука і мистецтво управління (англ. The science and art of government)
- 1952 Льюїс Нем'єр — Монархія і партійна система (англ. Monarchy and the party system)
- 1953 Джон Саймон — Корона і Співдружність (англ. Crown and Commonwealth)
- 1954 Кеннет Макензі Кларк — Моменти бачення (англ. Moments of Vision)
- 1955 Альберт Річардсон — Значення образотворчого мистецтва (англ. The significance of the fine arts)
- 1956 Томас Бічем — Джон Флетчер (англ. John Fletcher)
- 1957 Рональд Арбутнотт Нокс — Про англійський переклад (англ. On English translation)
- 1958 Едвард Еттінґдер Бріджес — Держава і мистецтво (англ. The State and the Arts)
- 1959 Альфред Томпсон Деннінґ — Від прецеденту до прецеденту (англ. From Precedent to Precedent)

### 1960-ті роки
- 1960 Едґар Дуґлас Едріан — Чинники психічного розвитку (англ. Factors in mental evolution)
- 1961 Вінсент Мессі — Канадці та їхня співдружність (англ. Canadians and Their Commonwealth)
- 1962 Сиріл Джон Редкліфф — Маунтстюарт Ельфінстоун (англ. Mountstuart Elphinstone)
- 1963 Вайолет Бонем Картер — Вплив особистості на політику (англ. The impact of personality in politics; 45 років по тому, як її батько прочитав лекцію)
- 1964 Гарольд Брюер Гартлі — Людина і природа (англ. Man and Nature)
- 1965 Ноель Ґілрой Аннан — Розпад старої культури (англ. The Disintegration of an Old Culture)
- 1966 Сесіл Моріс Боура — Приклад гуманного навчання (англ. A case for humane learning)
- 1967 Реб Батлер — Непросте мистецтво автобіографії (англ. The Difficult Art of Autobiography)
- 1968 Пітер Медавар — Наука і письменство (англ. Science and Literature)
- 1969 Вільям Голфорд — Світ кімнати (англ. A World of Room)

### 1970-ті роки
- 1970 Ісая Берлін — Батьки і діти: Тургенєв і ліберальна скрута (англ. Fathers and Children: Turgenev and the Liberal Predicament; Трансляція на BBC Radio 3 14 лютого 1971 року)
- 1971 Реймон Арон — Про використання і зловживання футурологією (англ. On the Use and Abuse of Futurology)
- 1972 Карл Поппер — До проблеми тіла й розуму (англ. On the Problem of Body and Mind)
- 1973 Ернст Ґомбріх — Історія мистецтва та суспільні науки (англ. Art History and the Social Sciences)
- 1974 Соллі Цукерман — Порада і відповідальність (англ. Advice and Responsibility)
- 1975 Айріс Мердок — Вогонь і сонце: чому Платон прогнав митців (англ. The Fire and the Sun: Why Plato banished the artists)
- 1976 Едвард Гіт — Майбутнє нації (англ. The Future of a Nation)
- 1977 Пітер Голл — Форма і свобода в театрі  (англ. Form and Freedom in the Theatre)
- 1978 Джордж Портер — Наука і призначення людини (англ. Science and the Human Purpose)
- 1979 Х'ю Максвелл Кассон — Мистецтво й академії (англ. The arts and the academies)

### 1980-ті роки
- 1980 Джо Ґрімонд — Чи заснована політична філософія на помилці? (англ. Is political philosophy based on a mistake?)
- 1981 Алан Джон Персиваль Тейлор — Війна в наш час (англ. War in Our Time)
- 1982 Ендрю Філдінґ Гакслі — Біологія, фізичні науки і розум (англ. Biology, the Physical Sciences and the Mind)
- 1983 Оуен Чедвік — Релігія і суспільство (англ. Religion and Society)
- 1984
- 1985 Міріам Луїза Ротшильд — Тварини і Людина (англ. Animals and Man)
- 1986 Ніколас Гендерсон — Різні підходи до зовнішньої політики (англ. Different Approaches to Foreign Policy)
- 1987 Норман Сент-Джон-Стівас — Всюдисущість Волтера Беджета (англ. The Omnipresence of Walter Bagehot)
- 1988 Х'ю Тревор-Ропер — Втрачені миттєвості історії (англ. The Lost Moments of History; Доопрацьована версія [Архівовано 6 грудня 2009 у Wayback Machine.] в NYRB.)
- 1989

### 1990-ті роки
- 1990 Сол Беллоу — Спантеличена громадськість (англ. The Distracted Public)
- 1991 Джованні Аньєллі — Європа: багато спадків, одне майбутнє (англ. Europe: Many Legacies, One Future)
- 1992 Роберт Блейк — Ґладстон, Дізраелі та королева Вікторія (англ. Gladstone, Disraeli and Queen Victoria; Столітня лекція)
- 1993 Генрі Гарріс — Клишоногість Іполіта: медичні корені реалізму в сучасному європейському письменстві (англ. Hippolyte's club foot: the medical roots of realism in modern European literature)
- 1994 Ґордон Слінн — Європа і права людини (англ. Europe and Human Rights)
- 1995 Волтер Бодмер — Книга людини (англ. The Book of Man)
- 1996 Рой Дженкінс — Канцлерство Оксфорда: сучасний погляд з невеликою історією (англ. The Chancellorship of Oxford: A Contemporary View with a Little History)
- 1997 Мері Робінсон — Вершачи права людини: «Тримайтеся за це сміливо та належним чином…» [Архівовано 15 вересня 2008 у Wayback Machine.] (англ. Realizing Human Rights:"Take hold of it boldly and duly…")
- 1998 Амартія Сен — Reason before identity.[2]
- 1999 Тоні Блер — Звичка навчання (англ. The Learning Habit)

### 2000-ні роки
- 2000 Вільям Ґордон Боуен  — Під незначним кутом до Всесвіту: університет у цифрову і комерціалізовану епоху (англ. At a Slight Angle to the Universe: The University in a Digitized, Commercialized Age)
- 2001 Ніл МакҐреґор — Вічне сьогодення. Взірець мистецтва для всіх (англ. The Perpetual Present. The Ideal of Art for All)
- 2002 Том Бінґем — Особиста свобода і дилема демократій [Архівовано 12 жовтня 2008 у Wayback Machine.] (англ. Personal Freedom and the Dilemma of Democracies)
- 2003 Пол Нерс — Великі ідеї біології (англ. The great ideas of biology)
- 2004 Роуен Дуґлас Вільямс — Релігійне життя (англ. Religious lives)
- 2005 Ширлі Марі Тілман — Дивні товариші по ліжку: наука, політика, релігія [Архівовано 16 червня 2013 у Wayback Machine.] (англ. Strange bedfellows: science, politics, and religion)
- 2006 Лекцію мав прочитати Ґордон Браун, але її відклали
- 2007 Дама Джилліан Бір — Дарвін і свідомість інших (англ. Darwin and the Consciousness of Others)
- 2008 Мухаммад Юнус — Світ, вільний від бідності: Коли? Як? (англ. Poverty Free World: When? How?)
- 2009 Ґордон Браун — Наука і наше економічне майбутнє (англ. Science and our Economic Future)

### 2010-ті роки
- 2011 (червень) Ендрю Моушн — Вогнище гуманітарних наук (англ. Bonfire of the Humanities)
- 2011 (листопад) Мартін Ріс — Межі науки [Архівовано 9 травня 2022 у Wayback Machine.] (англ. The Limits of Science)
- 2014 Стівен Чу — Наші проблеми та рішення у ниві енергетики і зміни клімату [Архівовано 9 травня 2022 у Wayback Machine.] (англ. Our Energy and Climate Change Challenges and Solutions)
- 2015 Мервін Кінґ — Хитливість у світовій економіці [Архівовано 8 травня 2022 у Wayback Machine.] (англ. A Disequilibrium in the World Economy)
- 2016 Патріша Скотланд — Співдружність Націй [Архівовано 8 травня 2022 у Wayback Machine.] (англ. The Commonwealth of Nations)
- 2018 (червень) Гіларі Клінтон – Обґрунтовуючи демократію [Архівовано 8 травня 2022 у Wayback Machine.] (англ. Making the Case for Democracy)
- 2018 (листопад) Він Серф — Умиротворення кіберпростору [Архівовано 8 травня 2022 у Wayback Machine.] (англ. The Pacification of Cyberspace)
- 2019 Елайза Меннінґем-Буллер — Професія інтелекту [Архівовано 8 травня 2022 у Wayback Machine.] (англ. The Profession of Intelligence)

### 2020-ті роки
- 2020 Бренда Марджорі Гейл — Закон під час кризи [Архівовано 8 травня 2022 у Wayback Machine.] (англ. Law in a Time of Crisis)
- 2021 Дама Кетрін Елізабет Бінґем — Уроки цільової групи з вакцин [Архівовано 9 травня 2022 у Wayback Machine.] (англ. Lessons from the Vaccine Taskforce)

## Зовнішні посилання
- (англ.) Лекції імені Джорджа Романеса з 1892 р. [Архівовано 8 травня 2022 у Wayback Machine.] на сайті Оксфордського університету.